# Andréi Rubliov (tenista)
Andréi Andréievich Rubliov (transliterado al inglés como Andrey Rublev; en ruso: Андре́й Андре́евич Рублёв; Moscú, (20 de octubre de 1997) es un tenista profesional ruso desde el año 2014, dentro de una nueva generación de exitosos tenistas de su país, como Karén Jachánov y Daniil Medvédev. Fue uno de los participantes del equipo ruso que conquistó la ATP Cup y la Copa Davis en el mismo año 2021, logrando un hito histórico que tan sólo Canadá pudo igualar en 2022. 
Sus logros más importantes fueron ganar el Masters de Montecarlo 2023 (venció a Holger Rune) y el Masters de Madrid 2024, cuando venció a  Félix Auger-Aliassime. Asimismo, se convirtió en el primer tenista ruso que gana el Másters 1000 de Montecarlo desde 1990, cuando Andréi Chesnokov derrotó a Thomas Muster, además del primer tenista de la historia capaz de triunfar en el Másters 1000 en Madrid en modalidad de individuales (2024) y dobles (2023, junto a Karén Jachánov).

## Biografía
Rubliov nació en Moscú, hijo del exboxeador Andréi Rubliov Sr. y Marina Marienko, entrenadora de tenis. El tenis le viene de familia, entrenó bajo las órdenes del bielorruso Serguéi Tarasévich hasta que decidió irse a vivir a España en 2016, Fernando Vicente es entrenador de Rubliov desde entonces.

## Carrera júnior

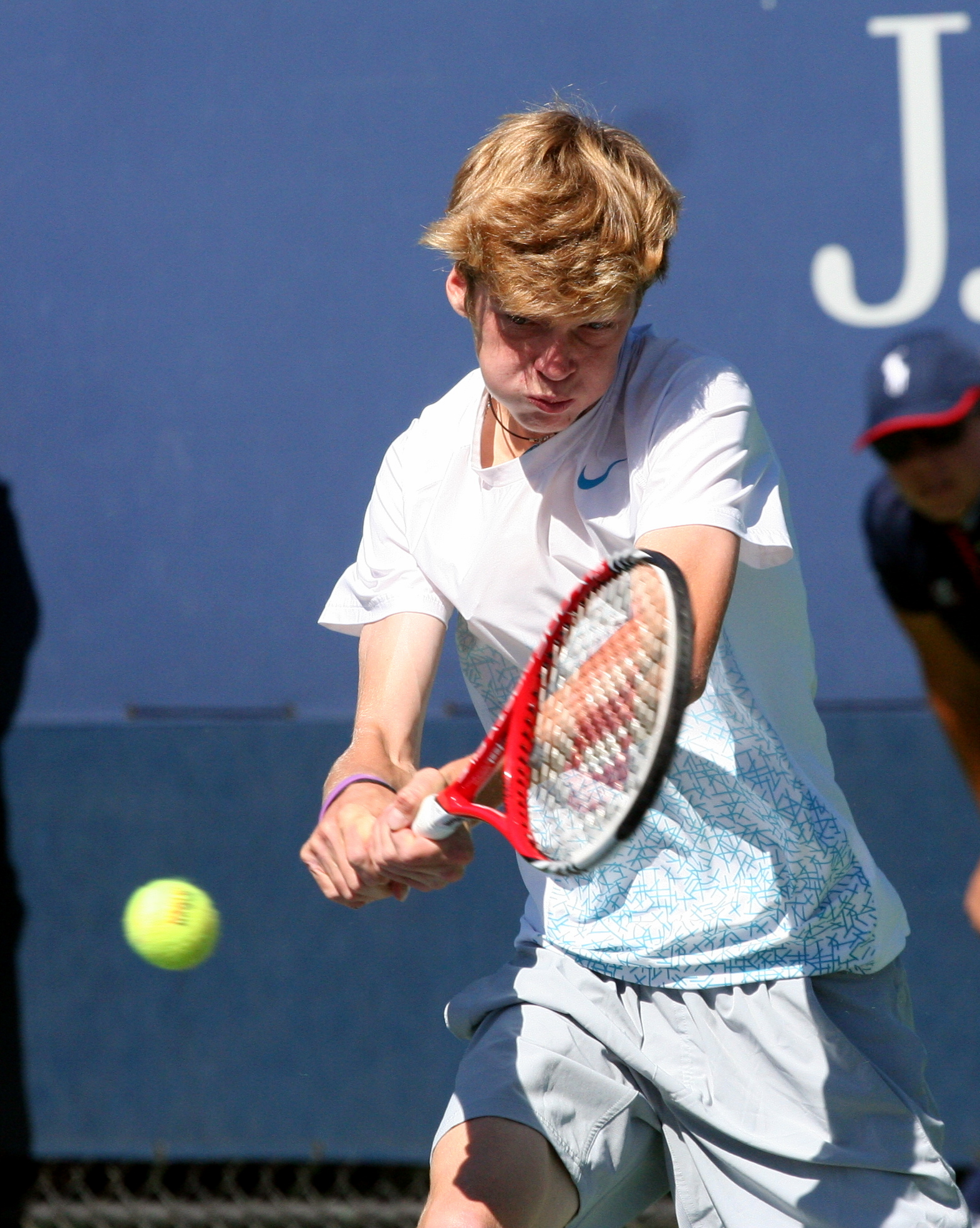
Andréi Rubliov en sus comienzos de carrera.

Debutó en el año 2011 en una fase previa de un torneo en Luxemburgo a los 13 años, posteriormente se presentó en su segundo torneo en Phoenix consiguiendo su primer título este sobre pista dura. A partir de 2012, comenzó a jugar regularmente en el circuito juvenil.
En 2014, obtuvo un notable éxito alcanzando cuartos de final en el Abierto de Australia 2014, como también dos finales en España e Italia, pero el gran éxito llegaría con la obtención del Roland Garros Júnior 2014, que le permite alcanzar la posición n.º 1 del ranking combinado de la ITF el día 9 de junio de 2014. Más tarde consiguió el título Nike International Junior Roehampton en Gran Bretaña jugado sobre césped. Como jugador júnior alcanzó un notable éxito al conseguir múltiples títulos en tres superficies diferentes.

## Carrera profesional
Empezó a asistir a torneos Futures en 2013, debutando exitosamente en Bulgaria F6 alcanzando los cuartos de final. En su siguiente torneo Bulgaria F7 una vez más accedería a cuartos de final y alcanzaría su primera final en Bielorrusia F1 obteniendo grandes resultados en sus primeros tres torneos permitiéndole a su corta edad acceder y ascender en el ranking ATP. Se intentaría clasificar para la Kremlin Cup 2013, donde fue derrotado en su primer partido, más tarde recibiría una invitación para participar en su primer torneo ATP Challenger Series en Kazán donde perdió su primer partido en el circuito challenger. 
En noviembre ganó su primer título Future en Estados Unidos sobre tierra batida. 
Inicio el año 2014 alcanzando semifinales en Kazajistán F1 y ganando su segundo título Futures en Kazajistán F2 siendo el primero sobre pista dura. Recibiría una invitación para participar en su segundo torneo challenger, Kazan Kremlin Cup 2014 sin poder lograr su primera victoria en torneos challenger. Alcanzaría su tercer título Future en su país natal ganando Rusia F3. En julio volvería a recibir una invitación para participar en la President's Cup 2014 pero nuevamente perdería su tercer partido ATP Challenger Series. 
Debutó en Copa Davis jugando con Konstantín Kravchuk y consiguiendo el tercer punto y la permanencia en la Zona Europea Grupo I. Como también su primera victoria en el circuito profesional derrotando a Frederico Ferreira Silva de Portugal en el quinto punto, además Rubliov de 16 años, estableció un récord como el jugador más joven en jugar bajo la bandera de Rusia en la Copa Davis. Más tarde hizo su debut en el cuadro principal de un torneo ATP en la Kremlin Cup 2014, perdiendo ante Sam Groth por 6-7, 5-7.
Una lesión que lo dejó fuera en 2018 y algunas semanas en 2019.
En 2017, con apenas 19 años, Rubliov fue una revelación en el US Open. En esa ocasión sorprendió a dos tenistas Top 15, Grigor Dimitrov (9) y David Goffin (14) a quienes venció en su camino a los cuartos de final, ronda donde fue eliminado por Rafael Nadal, quien terminaría campeón en aquella edición.
En el Masters 1000 de Cincinnati, 2019, Rubliov logró vencer en sets corridos a Su Majestad, Roger Federer, con parciales 6-3, 6.4. Este partido se convirtió en la derrota más rápida que ha tenido Federer en más de 16 años. A Rubliov solo le tomó 62 minutos llevarse la victoria. Solamente Franco Squillari logró vencer en 2003 a Federer en un menor lapso de tiempo, haciéndolo en 54 minutos Rubliov definió esta victoria como la más grande y emocional en su corta carrera.
En el inicio de 2020, Rubliov logró conseguir dos títulos consecutivos. El torneo en Doha ante Corentin Moutet el 11 de enero y siete días después venció a Lloyd Harris en Adelaida. Luego aumentó su palmarés y es que acabó la temporada con cinto trofeos.

### 2021
Empieza la temporada ganando la Copa ATP disputada en Melbourne, junto a sus compañeros de equipo representantes de Rusia. En la competición Andréi disputa cinco partidos: cuatro individuales que logra ganar, frente al argentino Guido Pella (6-1, 6-2), al japonés Yoshihito Nishioka (6-1, 6-3), al alemán Jan-Lennard Struff (6-3, 1-6, 2-6) y al italiano Fabio Fognini (6-1, 6-2). Juega un partido de dobles junto a Aslán Karátsev que pierden frente a los argentinos Horacio Zeballos y Máximo González (4-6, 6-7). 
En el Abierto de Australia gana en primera ronda a Yannick Hanfmann (6-3, 6-3, 6-4), en segunda ronda a Thiago Monteiro (6-4, 6-4, 7-6), en tercera ronda a Feliciano López (7-5, 6-2, 6-3) y en cuarta ronda a Casper Ruud tras la retirada de este. Pierde en cuartos de final frente a su compatriota Daniil Medvédev (5-7, 3-6, 2-6). 
Es finalista del Torneo de Róterdam donde pierde contra Márton Fucsovics (6-7, 4-6). Previamente gana sus partidos contra Marcos Giron (6-7, 3-6), Andy Murray (5-7, 2-6), Jérémy Chardy (6-7, 7-6, 4-6) y Stéfanos Tsitsipás (6-3, 7-6).
Es semifinalista en categoría individual en el Torneo de Doha perdiendo frente al español Roberto Bautista (6-3, 6-3). En el mismo torneo, se proclama campeón de dobles junto a Aslán Karátsev  al vencer en la final a Marcus Daniell y Philipp Oswald (5-7, 4-6). 
Es semifinalista del Torneo de Dubái perdiendo contra su compatriota Aslán Karátsev (6-2, 4-6, 6-4), tras ganar los partidos previos a Emil Ruusuvuori, Taylor Fritz y Márton Fucsovics. 
En el Masters de Miami también consigue llegar hasta la semifinal. Gana en las dos primera rondas a Tennys Sandgren (1-6, 2-6) y a Márton Fucsovics (2-6, 1-6). En cuartos de final vence a Marin Čilić (4-6, 4-6) y en octavos de final a Sebastian Korda (5-7, 6-7). Pierde en semifinales contra el polaco Hubert Hurkacz (3-6, 4-6). 
Es finalista del Masters de Montecarlo. Gana en sus primeros partidos a Salvatore Caruso (6-3, 6-2), a Roberto Bautista (7-6, 5-7, 6-3), a Rafael Nadal (6-2, 4-6, 6-2) y a Casper Ruud (6-3, 7-5). Pierde la final contra el griego Stéfanos Tsitsipás (6-3, 6-3). 
En el Abierto de Barcelona alcanza los cuartos de final donde pierde contra Jannik Sinner (6-2, 7-6). En el Masters de Madrid pierde en octavos de final contra John Isner (7-6, 3-6, 7-6) tras ganar su partido previo frente a Tommy Paul (7-6, 3-6, 4-6). 
En el Masters de Roma gana en su primera ronda a Jan-Lennard Struff (7-6, 1-6, 4-6), en octavos de final a Roberto Bautista (4-6, 4-6) y pierde en cuartos de final frente a Lorenzo Sonego (3-6, 6-4, 6-3). Pierde en primera ronda de Roland Garros frente a Jan-Lennard Struff (6-3, 7-6, 4-6, 3-6, 6-4). 
Es finalista del Torneo de Halle perdiendo dicha final contra Ugo Humbert (6-3, 7-6), tras ganar los partidos previos frente a Karén Jachánov, Jordan Thompson, Philipp Kohlschreiber y Nikoloz Basilashvili. 
En Wimbledon gana en primera ronda a Federico Delbonis (6-4, 4-6, 1-6, 2-6), en segunda ronda a Lloyd Harris (1-6, 2-6, 5-7) y en tercera ronda a Fabio Fognini (3-6, 7-5, 4-6, 2-6). Pierde en octavos de final frente a Márton Fucsovics (6-3, 4-6, 4-6, 6-0, 6-3). 
Alcanza los octavos de final en el Masters de Canadá donde pierde contra John Isner (5-7, 6-7). Es finalista del Masters de Cincinnati donde gana sus partidos a Marin Čilić, Gaël Monfils, Benoît Paire y Daniil Medvédev. Pierde la final frente al alemán Alexander Zverev (2-6, 3-6). 
En el Abierto de Estados Unidos gana en primera ronda a Ivo Karlović (6-3, 7-6, 6-3) y en segunda ronda a Pedro Martínez Portero (7-6, 6-7, 6-1, 6-1). Pierde en tercer ronda frente a Frances Tiafoe (6-4, 3-6, 6-7, 6-4, 1-6). 
Es convocado por Björn Borg como miembro del Equipo Europa en la Laver Cup junto a Daniil Medvédev, Stefanos Tsitsipas, Alexander Zverev, Matteo Berrettini, Casper Ruud y Feliciano López como suplente. A nivel individual disputa un partido en la fase de grupos frente a Diego Schwartzman que gana 4-6, 6-3, 11-9. En dobles juega junto a Stéfanos Tsitsipás ganando 6-7, 6-3, 10-4 frente a Nick Kyrgios y John Isner y juega otro partido de dobles con Alexander Zverev ganando 6-2, 6-7, 10-3 frente a Reilly Opelka y Denis Shapovalov. El Equipo Europa termina ganando la competición. 
Es semifinalista del Torneo de San Diego donde pierde contra Cameron Norrie (6-3, 3-6, 4-6). En el Masters de Indian Wells es finalista a nivel de dobles junto a Aslán Karátsev perdiendo la final frente a John Peers y Filip Polášek (6-3, 7-6). A nivel individual pierde su segundo partido contra Tommy Paul (4-6, 6-3, 5-7). 
En la Copa Kremlin pierde en octavos de final contra Adrian Mannarino (7-5, 6-7, 3-6). En el Torneo de San Petersburgo pierd en cuartos de final frente a Botic van de Zandschulp (3-6, 4-6). En el Masters de París pierde su primer partido contra Taylor Fritz (7-5, 7-6). 
Disputa las ATP Finals en Turín. Gana el fase de grupos a Stéfanos Tsitsipás (4-6, 4-6) y pierde frente a Novak Djokovic (6-3, 6-2) y Casper Ruud (6-2, 5-7, 6-7).

### 2022
Empieza la temporada disputando el Abierto de Australia ganando en primera ronda a Gianluca Mager (6-3, 6-2, 6-2), en segunda ronda a Ričardas Berankis (6-4, 6-2, 6-0) y pierde en tercera ronda frente a Marin Čilić (5-7, 6-7, 6-3, 3-6). 
Es semifinalista del Torneo de Róterdam perdiendo dicha semifinal contra Félix Auger-Aliassime (6-7, 6-4, 6-2) tras ganar los partidos previos ante Henri Laaksonen, Soon-Woo Kwon y Márton Fucsovics. 
Es finalista a nivel individual en el Torneo de Marsella perdiendo ante Félix Auger-Aliassime (5-7, 6-7). Resulta ganador del mismo torneo en la categoría de dobles junto al ucraniano Denýs Molchánov tras ganar en la final 4-6, 7-5, 10-7 ante Ben McLachlan y Raven Klaasen. 
Se proclama campeón del Torneo de Dubái tras ganar la final ante Jiri Vesely (3-6, 4-6). Los partidos previos los vence ante Daniel Evans (4-6, 5-7), Soon-Woo Kwon (6-4, 0-6, 3-6), Mackenzie McDonald (6-2, 3-6, 1-6) y Hubert Hurkacz (6-3, 5-7, 6-7). 
En el Masters de Indian Wells es semifinalista. Gana las dos primeras rondas ante Dominik Koepfer (7-5, 6-4) y Frances Tiafoe (6-3, 6-4). En octavos de final vence a Hubert Hurkacz (7-6, 6-4) y en cuartos de final a Grigor Dimitrov (7-5, 6-2). Pierde el partido de semifinal ante Taylor Fritz (7-5, 6-4). En el Masters de Miami cae en primera ronda ante Nick Kyrgios (3-6, 0-6). 
En el Masters de Montecarlo gana su primer partido ante Álex de Miñaur (2-6, 6-1, 6-4) y pierde el siguiente ante Jannik Sinner (7-5, 1-6, 3-6). 
Se proclama campeón del Torneo de Belgrado tas vencer en la final a Novak Djokovic (2-6, 7-6, 0-6). En el Masters de Madrid gana en su primer partido a Jack Draper (2-6, 6-4, 7-5) y en octavos de final a Daniel Evans (7-6, 7-5). Pierde en cuartos de final ante Stéfanos Tsitsipás (3-6, 6-2, 4-6). En el Masters de Roma pierde su primer partido frente a Filip Krajinović (2-6, 4-6). 
En Roland Garros gana en primera ronda a Soon-Woo Kwon (6-7, 6-3, 6-2, 6-4), en segunda a Federico Delbonis (6-3, 3-6, 6-2, 6-3), en tercera a Christian Garín (6-4, 3-6, 6-2, 7-6) y en cuarta ronda a Jannik Sinner tras la retirada del italiano. Pierde en cuartos de final ante Marin Čilić (7-5, 3-6, 4-6, 6-3, 6-7). 
En el Torneo de Halle pierde su primer partido Nikoloz Basilashvili (6-7, 4-6). Con motivo de la guerra entre Rusia y Ucrania, Wimbledon prohíbe la participación de tenistas de nacionalidad rusa y bielorrusa.
Es semifinalista del Torneo de Estocolmo perdiendo contra Sebastián Báez (6-2, 6-4). En el Torneo de Hamburgo pierde en octavos de final frente a Francisco Cerúndolo (6-4, 6-2). 
Pierde el partido de semifinales en el Torneo de Washington contra Yoshihito Nishioka (3-6, 4-6). En el Masters de Canadá cae en su primer partido frente a Daniel Evans (4-6, 4-6). En el Masters de Cincinnati gana su primer partido 7-6, 6-7, 2-6 contra Fabio Fognini y pierde 6-7, 6-2, 7-5 en octavos de final contra Taylor Fritz. 
En el Abierto de Estados Unidos gana en primera ronda a Laslo Djere (6-7, 3-6, 6-3, 6-4, 4-6), en segunda ronda a Soon-Woo Kwon (3-6, 0-6, 4-6), en tercera ronda a Denis Shapovalov (4-6, 6-2, 7-6, 4-6, 6-7), en octavos de final a Cameron Norrie (4-6, 4-6, 4-6) y pierde en cuartos de final ante Frances Tiafoe (6-7, 6-7, 4-6). 
En el Torneo de Astaná pierde la semifinal ante Stéfanos Tsitsipás (6-4, 4-6, 3-6). Se proclama campeón del Torneo de Gijón ganando en la final a Sebastian Korda (6-2, 6-3). 
En el Torneo de Viena pierde en octavos de final contra Grigor Dimitrov (3-6, 4-6). En el Masters de París gana su primer partido ante John Isner (2-6, 3-6) y pierde el siguiente en octavos de final ante Holger Rune (6-4, 7-5). 
Se clasifica para las ATP Finals de Turín. En la fase de grupos pierde 7-6, 3-6, 6-7 ante Daniil Medvédev y 4-6, 1-6 ante Novak Djokovic, mientras que gana 6-3, 3-6, 2-6 ante Stéfanos Tsitsipás. En semifinales pierde 6-2, 6-4 frente a Casper Ruud. 

### 2023
Empieza el año con dos derrotas en el Torneo de Adelaida I frente a Roberto Bautista (4-6, 6-3, 6-4) y en el Torneo de Adelaida II frente a Thanasi Kokkinakis (4-6, 6-3, 3-6). 
En el Abierto de Australia gana en las cuatro primeras rondas a Dominic Thiem (6-3, 6-4, 6-2), a Emil Ruusuvuori (6-2, 6-4, 6-7, 6-3), a Daniel Evans (6-4, 6-2, 6-3) y a Holger Rune (6-3, 3-6, 6-3, 4-6, 7-6). Pierde en cuartos de final contra Novak Djokovic (1-6, 2-6, 4-6). 
En el Torneo de Róterdam pierde su primer partido ante Álex de Miñaur (6-4, 6-4). En el Torneo de Doha gana en octavos de final a Tallon Griekspoor (1-6, 6-1, 7-6) y pierde en cuartos de final ante Jiří Lehečka (6-4, 4-6, 3-6). 
En el Torneo de Dubái es finalista. En su primera ronda gana 5-7, 2-6 a Filip Krajinović, en octavos de final 6-1, 6-7, 6-7 a Alejandro Davidovich Fokina; en cuartos de final 3-6, 6-7 a Botic van de Zandschulp y en la semifinal 3-6, 6-7 a Alexander Zverev. Pierde la final ante su compatriota Daniil Medvédev 6-2, 6-2. 
En el Masters de Indian Wells pierde en octavos de final ante Cameron Norrie (2-6, 4-6). En el Masters de Miami alcanza los octavos de final donde pierde 6-2, 6-4 ante Jannik Sinner. 
Se proclama campeón del Masters de Montecarlo, el primer ATP 1000 de su carrera. En su primer partido vence a Jaume Munar (4-6, 6-2, 6-2), en octavos de final a Karén Jachánov (7-6, 6-2), en cuartos de final a Jan-Lennard Struff (6-1, 7-6) y en semifinales a Taylor Fritz (5-7, 6-1, 6-3). La final la gana 7-5, 2-6, 5-7 ante Holger Rune.
Es finalista del Torneo de Bania Luka donde pierde ante Dušan Lajović (6-3, 4-6, 6-4). En el Masters de Madrid gana a Stan Wawrinka (5-7, 4-6) y a Yoshihito Nishioka (2-6, 5-7). Pierde en octavos de final ante Karén Jachánov (7-6, 6-4). En este mismo torneo, se proclama campeón de dobles junto a su compatriota Karén Jachánov al vencer en la final 3-6, 6-3, 3-10 a Matthew Ebden y Rohan Bopanna. 
En el Masters de Roma pierde en octavos de final ante Yannick Hanfmann (6-7, 6-4, 3-6), tras ganar los partidos previos frente a Alex Molčan y Alejandro Davidovich Fokina. 
En Roland Garros gana en primera ronda 1-6, 6-3, 3-6, 4-6 a Laslo Djere y en segunda ronda 4-6, 2-6, 6-3, 3-6 a Corentin Moutet. Pierde en el partido de tercera ronda 5-7, 0-6, 6-3, 7-6, 6-3 ante Lorenzo Sonego. 
Es finalista del Torneo de Halle donde pierde el último partido ante Aleksandr Búblik (3-6, 6-3, 3-6). En Wimbledon gana en primera ronda a Max Purcell (6-3, 7-5, 6-4), en segunda ronda a Aslán Karátsev (6-7, 6-3, 6-4, 7-5), en tercera ronda a David Goffin (6-3, 6-7, 7-6, 6-2) y en cuarta ronda a Aleksandr Búblik (7-5, 6-3, 6-7, 6-7, 6-4). Pierde en cuartos de final frente a Novak Djokovic (6-4, 1-6, 4-6, 3-6). 
Es campeón del Torneo de Estocolmo tras ganar en la final a Casper Ruud (6-7, 0-6). En el Torneo de Hamburgo pierde en octavos de final frente a Daniel Altmaier (6-2, 6-2). 
Pierde su primer partido del Masters de Canadá 4-6, 3-6 ante Mackenzie McDonald. En el Masters de Cincinnati vuelve a perder en su debut ante Emil Ruusuvuori (7-6, 5-7, 7-6). 
En el Abierto de Estados Unidos gana en primera ronda 4-6, 6-7, 1-6 a Arthur Cazaux; en segunda ronda 6-4, 3-6, 6-3, 1-6 a Gaël Monfils; en tercera ronda 6-3, 3-6, 1-6, 5-7 a Arthur Rinderknech y en cuarta ronda 3-6, 6-3, 3-6, 4-6 a Jack Draper. Pierde en cuartos de final ante Daniil Medvédev 6-4, 6-3, 6-4. 
Es convocado por Björn Borg para disputar la Laver Cup en Vancouver, formando parte del Equipo Europa junto a Casper Ruud, Hubert Hurkacz, Alejandro Davidovich, Arthur Fils y  Gaël Monfils, Disputa un partido individual ante Taylor Fritz que pierde 2-6, 6-7 y dos de dobles, el primero junto a Arthur Fils perdiendo ante Tommy Paul y Frances Tiafoe (3-6, 6-4, 6-10) y el segundo junto a Hubert Hurkacz perdiendo ante Ben Shelton y Frances Tiafoe. El Equipo Mundo termina ganando la competición. 
En el Torneo de Pekín pierde en octavos de final ante Ugo Humbert (7-5, 3-6, 6-7). En este mismo torneo es semifinalista en dobles junto a Karén Jachánov perdiendo 6-7, 2-6 ante Neal Skupski y Wesley Koolhof.
Es finalista del Masters de Shanghái donde pierde el último partido ante Hubert Hurkacz (3-6, 6-3, 6-7), tras ganar los partidos previos ante Adrian Mannarino, Quentin Halys, Tommy Paul, Ugo Humbert y Grigor Dimitrov. 
Es semifinalista del Torneo de Viena donde pierde 5-7, 6-7 ante Jannik Sinner. En el Masters de París es también semifinalista perdiendo contra Novak Djokovic 5-7, 7-6, 7-5. 
Disputa las ATP Finals en Turín. No logra pasar de la fase de grupos donde pierde los tres partidos ante Daniil Medvédev (6-4, 6-2), Carlos Alcaraz (7-6, 6-2) y Alexander Zverev (4-6, 4-6). 

### 2024
Empieza la temporada disputando el Abierto de Australia, donde gana las cuatro primeras rondas a Thiago Seyboth Wild (5-7, 4-6, 6-4, 6-4, 6-7), a Christopher Eubanks (4-6, 4-6, 4-6), a Sebastian Korda (2-6, 6-7, 4-6) y a Álex de Miñaur (4-6, 7-6, 7-6, 3-6, 0-6). En cuartos de final pierde 6-4, 7-6, 6-3 ante Jannik Sinner. 
En el Torneo de Róterdam pierde en cuartos de final ante Álex de Miñaur (7-6, 4-6, 6-3). En el Torneo de Doha cae en cuartos de final ante Jakub Mensik (4-6, 6-7). Es semifinalista del Torneo de Dubái donde es descalificado en su partido contra Aleksandr Búblik por insultar a la jueza de línea.
En el Masters de Indian Wells pierde su segundo partido 4-6, 4-6 ante Jiří Lehečka y en el Masters de Miami cae en primera ronda 4-6, 4-6 ante Tomáš Macháč. 
En el Masters de Montecarlo, donde defiende título, vuelve a perder en su debut ante Alexei Popyrin (6-4, 6-4). En el Torneo de Barcelona tampoco logra pasar de primera ronda al perder 6-4, 7-6 ante Brandon Nakashima. 
Tras una mala racha tenística, se proclama campeón del Masters de Madrid ganando así el segundo ATP 1000  de su carrera. En las dos primera rondas vence a Facundo Bagnis (6-1, 6-4) y a Alejandro Davidovich Fokina (7-6, 6-4). En octavos de final gana a Tallon Griekspoor (6-2, 6-4), en cuartos de final a Carlos Alcaraz (4-6, 6-3, 6-2) y en la semifinal a Taylor Fritz (4-6, 3-6). En la final vence a Félix Auger-Aliassime 6-4, 5-7, 5-7. 
En el Masters de Roma pierde en su segundo partido ante Alexandre Müller (3-6, 6-3, 6-2). En Roland Garros vence en las dos primeras rondas a Taro Daniel (6-2, 6-7, 6-3, 7-5) y a Pedro Martínez Portero (6-3, 6-4, 6-3). Pierde en tercera ronda ante Matteo Arnaldi (6-7, 2-6, 4-6). 
Pierde en su primer partido del Torneo de Halle 6-4, 7-6 ante Marcos Giron. En Wimbledon también pierde en primera ronda 4-6, 7-5, 2-6, 6-7 ante  Francisco Comesaña. 
En el Torneo de Estocolmo pierde 6-7, 6-3, 4-6 en su debut ante Thiago Agustín Tirante. Es semifinalista del Torneo de Umag donde pierde 6-7, 4-6 ante Francisco Cerúndolo. No participa en los Juegos Olímpicos de París y disputa el Torneo de Washington, donde alcanza los cuartos de final perdiendo ante Frances Tiafoe (4-6, 6-7). 
Es finalista del Masters de Canadá perdiendo la final 2-6, 4-6 ante Alexei Popyrin tras ganar los partidos previos contra Tomás Martín Etcheverry, Brandon Nakashima, Jannik Sinner y Matteo Arnaldi. En el Masters de Cincinnati pierde en cuartos de final ante Jannik Sinner (4-6, 7-5, 6-4). 
En el Abierto de Estados Unidos gana en primera ronda a Thiago Seyboth Wild (6-3, 7-6, 7-5), en segunda a Arthur Rinderknech (4-6, 5-7, 6-1, 6-2, 6-2) y en tercera a Jiří Lehečka (6-3, 7-5, 6-4). Pierde en octavos de final ante Grigor Dimitrov (3-6, 6-7, 6-1, 6-3, 3-6). 
Alcanza los cuartos de final del Torneo de Pekín donde pierde 5-7, 4-6 ante Bu Yunchaokete. En el Masters de Shanghái pierde en primera ronda ante Jakub Mensik (7-6, 4-6, 3-6). 
De vuelta en Europa, en el Torneo de Basilea pierde en cuartos de final ante Ben Shelton (5-7, 7-6, 4-6) y en el Masters de París cae en primera ronda 7-6, 7-6 ante Francisco Cerúndolo. En el Torneo de Metz se retira antes de disputar su partido de octavos de final ante Corentin Moutet. 
Logra clasificarse para las ATP Finals de Turín. En la fase de grupos se enfrenta a Alexander Zverev perdiendo 6-4, 6-4, ante Carlos Alcaraz  perdiendo 6-3, 7-6. 

## Juegos Olímpicos

### Dobles mixto

#### Medalla de oro
| Año  | Campeonato | Pareja                   | Oponentes en la final         | Resultado            |
| 2021 | Tokio 2020 | Anastasía Pavliuchénkova | Yelena Vesniná Aslán Karátsev | 6-3, 6-7(5), [13-11] |

## ATP World Tour Masters 1000

### Títulos (2)
| Año  | Torneo     | Superficie    | Ind/Outdoor | Oponente en la final  | Resultado     |
| 2023 | Montecarlo | Tierra batida | Outdoor     | Holger Rune           | 5-7, 6-2, 7-5 |
| 2024 | Madrid     | Tierra batida | Outdoor     | Félix Auger-Aliassime | 4-6, 7-5, 7-5 |

#### Finalista (4)
| Año  | Torneo     | Superficie    | Ind/Outdoor | Oponente en la final | Resultado        |
| 2021 | Montecarlo | Tierra batida | Outdoor     | Stefanos Tsitsipas   | 3-6, 3-6         |
| 2021 | Cincinnati | Dura          | Outdoor     | Alexander Zverev     | 2-6, 3-6         |
| 2023 | Shanghái   | Dura          | Outdoor     | Hubert Hurkacz       | 3-6, 6-3, 6-7(8) |
| 2024 | Montreal   | Dura          | Outdoor     | Alexei Popyrin       | 2-6, 4-6         |

## Títulos ATP (21; 17+4)

### Individual (17)
| Leyenda                         |
| Grand Slam (0)                  |
| ATP World Tour Finals (0)       |
| ATP World Tour Masters 1000 (2) |
| ATP World Tour 500 (6)          |
| ATP World Tour 250 (9)          |

| N.º | Fecha                    | Torneo          | Superficie    | Oponente en la final  | Resultado        |
| --- | ------------------------ | --------------- | ------------- | --------------------- | ---------------- |
| 1.  | 23 de julio de 2017      | Umag            | Tierra batida | Paolo Lorenzi         | 6-4, 6-2         |
| 2.  | 20 de octubre de 2019    | Moscú           | Dura (i)      | Adrian Mannarino      | 6-4, 6-0         |
| 3.  | 11 de enero de 2020      | Doha            | Dura          | Corentin Moutet       | 6-2, 7-6(3)      |
| 4.  | 18 de enero de 2020      | Adelaida        | Dura          | Lloyd Harris          | 6-3, 6-0         |
| 5.  | 27 de septiembre de 2020 | Hamburgo        | Tierra batida | Stéfanos Tsitsipás    | 6-4, 3-6, 7-5    |
| 6.  | 18 de octubre de 2020    | San Petersburgo | Dura (i)      | Borna Ćorić           | 7-6(5), 6-4      |
| 7.  | 1 de noviembre de 2020   | Viena           | Dura (i)      | Lorenzo Sonego        | 6-4, 6-4         |
| 8.  | 7 de marzo de 2021       | Róterdam        | Dura (i)      | Márton Fucsovics      | 7-6(4), 6-4      |
| 9.  | 20 de febrero de 2022    | Marsella        | Dura (i)      | Félix Auger-Aliassime | 7-5, 7-6(4)      |
| 10. | 26 de febrero de 2022    | Dubái           | Dura          | Jiří Veselý           | 6-3, 6-4         |
| 11. | 24 de abril de 2022      | Belgrado        | Tierra batida | Novak Djokovic        | 6-2, 6-7(4), 6-0 |
| 12. | 16 de octubre de 2022    | Gijón           | Dura (i)      | Sebastian Korda       | 6-2, 6-3         |
| 13. | 16 de abril de 2023      | Montecarlo      | Tierra batida | Holger Rune           | 5-7, 6-2, 7-5    |
| 14. | 23 de julio de 2023      | Bastad          | Tierra batida | Casper Ruud           | 7-6(3), 6-0      |
| 15. | 7 de enero de 2024       | Hong Kong       | Dura          | Emil Ruusuvuori       | 6-4, 6-4         |
| 16. | 5 de mayo de 2024        | Madrid          | Tierra batida | Félix Auger Aliassime | 4-6, 7-5, 7-5    |
| 17. | 22 de febrero de 2025    | Doha (2)        | Dura          | Jack Draper           | 7-5, 5-7, 6-1    |

#### Finalista (11)
| N.º | Fecha                 | Torneo     | Superficie    | Oponente en la final | Resultado        |
| --- | --------------------- | ---------- | ------------- | -------------------- | ---------------- |
| 1.  | 6 de enero de 2018    | Doha       | Dura          | Gaël Monfils         | 2-6, 3-6         |
| 2.  | 28 de julio de 2019   | Hamburgo   | Tierra batida | Nikoloz Basilashvili | 5-7, 6-4, 3-6    |
| 3.  | 18 de abril de 2021   | Montecarlo | Tierra batida | Stéfanos Tsitsipás   | 3-6, 3-6         |
| 4.  | 20 de junio de 2021   | Halle      | Hierba        | Ugo Humbert          | 3-6, 6-7(4)      |
| 5.  | 22 de agosto de 2021  | Cincinnati | Dura          | Alexander Zverev     | 2-6, 3-6         |
| 6.  | 4 de marzo de 2023    | Dubái      | Dura          | Daniil Medvédev      | 2-6, 2-6         |
| 7.  | 23 de abril de 2023   | Bania Luka | Tierra batida | Dušan Lajović        | 3-6, 6-4, 4-6    |
| 8.  | 25 de junio de 2023   | Halle      | Hierba        | Aleksandr Búblik     | 3-6, 6-3, 3-6    |
| 9.  | 15 de octubre de 2023 | Shanghái   | Dura          | Hubert Hurkacz       | 3-6, 6-3, 6-7(8) |
| 10. | 12 de agosto de 2024  | Montreal   | Dura          | Alexei Popyrin       | 2-6, 4-6         |
| 11. | 24 de mayo de 2025    | Hamburgo   | Tierra batida | Flavio Cobolli       | 2-6, 4-6         |

### Dobles (4)
| Leyenda                         |
| Grand Slam (0)                  |
| ATP World Tour Finals (0)       |
| ATP World Tour Masters 1000 (1) |
| ATP World Tour 500 (0)          |
| ATP World Tour 250 (3)          |

| N.º | Fecha                 | Torneo   | Superficie    | Pareja          | Oponentes en la final         | Resultado        |
| --- | --------------------- | -------- | ------------- | --------------- | ----------------------------- | ---------------- |
| 1.  | 25 de octubre de 2015 | Moscú    | Dura (i)      | Dmitri Tursúnov | Radu Albot František Čermák   | 2-6, 6-1, [10-6] |
| 2.  | 12 de marzo de 2021   | Doha     | Dura          | Aslán Karatsev  | Marcus Daniell Philipp Oswald | 7-5, 6-4         |
| 3.  | 20 de febrero de 2022 | Marsella | Dura (i)      | Denys Molchanov | Raven Klaasen Ben McLachlan   | 4-6, 7-5, [10-7] |
| 4.  | 6 de mayo de 2023     | Madrid   | Tierra batida | Karen Khachanov | Rohan Bopanna Matthew Ebden   | 6-3, 3-6, [10-3] |

#### Finalista (4)
| N.º | Fecha                  | Torneo       | Superficie | Pareja          | Oponentes en la final               | Resultado           |
| --- | ---------------------- | ------------ | ---------- | --------------- | ----------------------------------- | ------------------- |
| 1.  | 31 de marzo de 2018    | Miami        | Dura       | Karen Khachanov | Bob Bryan Mike Bryan                | 6-4, 6-7(5), [4-10] |
| 2.  | 3 de noviembre de 2019 | París        | Dura (i)   | Karen Khachanov | Pierre-Hugues Herbert Nicolas Mahut | 4-6, 1-6            |
| 3.  | 16 de octubre de 2021  | Indian Wells | Dura       | Aslán Karatsev  | John Peers Filip Polášek            | 3-6, 6-7(5)         |
| 4.  | 5 de enero de 2025     | Hong Kong    | Dura       | Karen Khachanov | Sander Arends Luke Johnson          | 5-7, 6-4, [7-10]    |

## Next Gen ATP Finals

### Finalista (1)
| N.º | Fecha                   | Torneo              | Superficie | Oponente en la final | Resultado                |
| --- | ----------------------- | ------------------- | ---------- | -------------------- | ------------------------ |
| 1.  | 11 de noviembre de 2017 | Next Gen ATP Finals | Dura (i)   | Hyeon Chung          | 4-3(5), 3-4(2), 2-4, 2-4 |

## Títulos ATP Challengers (3; 1+2)

### Individuales (1)
| N.º | Fecha              | Torneo                | Superficie | Oponente en la final | Resultado        |
| --- | ------------------ | --------------------- | ---------- | -------------------- | ---------------- |
| 1.  | 6 de marzo de 2016 | Challenger de Quimper | Dura (i)   | Paul-Henri Mathieu   | 6-7(6), 6-4, 6-4 |

### Finalista (3)
| N.º | Fecha                   | Torneo                             | Superficie | Oponente en la final | Resultado           |
| --- | ----------------------- | ---------------------------------- | ---------- | -------------------- | ------------------- |
| 1.  | 13 de noviembre de 2016 | Challenger de Mouilleron-le-Captif | Dura (i)   | Julien Benneteau     | 7-5, 2-6, 6-3       |
| 2.  | 29 de enero de 2017     | Challenger de Rennes               | Dura (i)   | Uladzimir Ignatik    | 7-6(6), 3-6, 6-7(5) |
| 3.  | 3 de marzo de 2019      | Challenger de Indian Wells         | Dura       | Kyle Edmund          | 3-6, 2-6            |

### Dobles (2)
| N.º | Fecha                | Torneo               | Superficie    | Pareja          | Oponentes en la final              | Resultado   |
| --- | -------------------- | -------------------- | ------------- | --------------- | ---------------------------------- | ----------- |
| 1.  | 7 de febrero de 2015 | Challenger de Dallas | Dura (i)      | Denýs Molchánov | Hans Hach Verdugo Luis Patiño      | 6-4, 7-6(5) |
| 2.  | 4 de julio de 2015   | Challenger de Padova | Tierra batida | Mijaíl Yelguin  | Federico Gaio Alessandro Giannessi | 6-4, 7-6    |

## Grand Slam Júnior (1)

### Individual
| N.º | Fecha      | Torneo        | Superficie    | Oponentes en la final | Resultado |
| --- | ---------- | ------------- | ------------- | --------------------- | --------- |
| 1.  | 01.06.2014 | Roland Garros | Tierra batida | Jaume Munar           | 6-2, 7-5  |

## Clasificación histórica
| Torneo                  | 2014            | 2015            | 2016            | 2017            | 2018            | 2019         | 2020         | 2021         | 2022         | 2023  | 2024  | Títulos     | G-P         |
| ----------------------- | --------------- | --------------- | --------------- | --------------- | --------------- | ------------ | ------------ | ------------ | ------------ | ----- | ----- | ----------- | ----------- |
| Grand Slam              |                 |                 |                 |                 |                 |              |              |              |              |       |       |             |             |
| Abierto de Australia    | A               | A               | A               | 2R              | 3R              | 1R           | 4R           | CF           | 3R           | CF    | CF    | 0 / 8       | 20-8        |
| Roland Garros           | A               | A               | Q2              | 1R              | A               | A            | CF           | 1R           | CF           | 3R    |       | 0 / 5       | 10-5        |
| Wimbledon               | A               | Q2              | Q2              | 2R              | A               | 2R           | ND           | 4R           | A            | CF    |       | 0 / 4       | 9-4         |
| Abierto de EE.UU.       | A               | 1R              | Q1              | CF              | 1R              | 4R           | CF           | 3R           | CF           | CF    |       | 0 / 8       | 21-8        |
| Ganados-Perdidos        | 0-0             | 0-1             | 0-0             | 6-4             | 2-2             | 4-3          | 11-3         | 9-4          | 10-3         | 14-4  |       | 0 / 25      | 60-25       |
| Torneos de maestros     |                 |                 |                 |                 |                 |              |              |              |              |       |       |             |             |
| ATP Finals              | No se clasificó | No se clasificó | No se clasificó | No se clasificó | No se clasificó | RR           | RR           | SF           |              |       | 0 / 3 | 4-6         |             |
| Ganados-Perdidos        |                 |                 |                 |                 |                 | 1-2          | 1-2          | 2-2          |              |       | 0 / 3 | 4-6         |             |
| ATP Tour Masters 1000   |                 |                 |                 |                 |                 |              |              |              |              |       |       |             |             |
| Indian Wells            | A               | A               | Q2              | Q1              | 2R              | 3R           | ND           | 3R           | SF           | 4R    | 4R    | 0 / 6       | 8-6         |
| Miami                   | A               | 2R              | 1R              | 2R              | 2R              | 3R           | ND           | SF           | 2R           | 4R    | 2R    | 0 / 8       | 10-9        |
| Montecarlo              | A               | A               | 1R              | Q1              | 2R              | 1R           | ND           | F            | 3R           | G     | 3R    | 1 / 6       | 12-6        |
| Madrid                  | A               | A               | A               | A               | A               | A            | ND           | 3R           | CF           | 4R    | G     | 0 / 3       | 10-3        |
| Roma                    | A               | Q2              | A               | A               | A               | A            | 2R           | CF           | 2R           | 4R    |       | 0 / 4       | 5-4         |
| Canadá                  | A               | A               | A               | A               | 1R              | Q1           | ND           | 3R           | 2R           | 2R    |       | 0 / 4       | 1-4         |
| Cincinnati              | A               | A               | A               | Q1              | 1R              | CF           | 1R           | F            | 3R           | 1R    |       | 0 / 6       | 8-6         |
| Shanghái                | A               | A               | A               | 2R              | 1R              | 3R           | No Disputado | No Disputado | No Disputado | F     |       | 0 / 3       | 8-3         |
| París                   | A               | A               | A               | 1R              | A               | 1R           | 3R           | 2R           | 3R           | SF    |       | 0 / 5       | 5-6         |
| Ganados-Perdidos        | 0-0             | 1-1             | 0-2             | 2-3             | 1-6             | 8-6          | 2-3          | 17-8         | 9-8          | 13-5  | 8-3   | 2 / 48      | 67-47       |
| Representación Nacional |                 |                 |                 |                 |                 |              |              |              |              |       |       |             |             |
| Juegos Olímpicos        | NR              | NR              | A               | No Realizado    | No Realizado    | No Realizado | No Realizado | 1R           | NR           | NR    |       | 0 / 1       | 0-1         |
| Copa Davis              | Z1              | Z1              | Z1              | 1R              | Z1              | SF           | ND           | G            | ND           | ND    |       | 1 / 3       | 12-5        |
| Copa ATP                | Inexistente     | Inexistente     | Inexistente     | Inexistente     | Inexistente     | Inexistente  | Inexistente  | G            | A            | ND    |       | 1 / 1       | 4-0         |
| Ganados-Perdidos        | 1-0             | 2-2             | 1-0             | 0-1             | 0-1             | 4-0          | 0-0          | 8-2          | 0-0          | 0-0   |       | 2 / 6       | 16-6        |
| Estadísticas            |                 |                 |                 |                 |                 |              |              |              |              |       |       |             |             |
|                         | 2014            | 2015            | 2016            | 2017            | 2018            | 2019         | 2020         | 2021         | 2022         | 2023  | 2024  | Totales     | Totales     |
| Torneos                 | 2               | 11              | 5               | 16              | 20              | 20           | 14           | 21           | 23           | 26    | 10    | 168         | 168         |
| Títulos                 | 0               | 0               | 0               | 1               | 0               | 1            | 5            | 1            | 4            | 2     | 2     | 16          | 16          |
| Finales                 | 0               | 0               | 0               | 1               | 1               | 2            | 5            | 4            | 4            | 6     | 2     | 23          | 23          |
| G-P Dura                | 1-1             | 5-8             | 3-3             | 13-13           | 18-20           | 32-15        | 31-8         | 37-16        | 37-13        | 29-19 |       | 9 / 96      | 206-116     |
| G-P Tierra batida       | 0-0             | 3-5             | 0-2             | 5-3             | 2-3             | 5-3          | 10-2         | 9-5          | 14-6         | 19-5  |       | 5 / 38      | 67-34       |
| G-P Hierba              | 0-0             | 0-0             | 0-0             | 3-2             | 0-0             | 1-1          | 0-0          | 7-2          | 0-1          | 8-2   |       | 0 / 8       | 19-8        |
| G-P                     | 1-1             | 8-13            | 3-5             | 21-18           | 20-23           | 38-19        | 41-10        | 53-23        | 51-20        | 56-26 | 21-08 | 16 / 168    | 313-166     |
| Ranking                 | 437             | 185             | 156             | 39              | 68              | 23           | 8            | 5            | 8            | 5     |       | $23 540 958 | $23 540 958 |

Leyenda
| G | F | SF | CF | #R | RR | C# | P# | NSC | NE | A | Z# | PO | O | P | B | ATP# | TI | TD | ND |

## Futures (7; 4+3)
| Leyenda       |
| ------------- |
| Futures (4+3) |

### Individuales (4)
| N.º | Fecha      | Torneo                  | Superficie    | Oponente         | Resultado        |
| --- | ---------- | ----------------------- | ------------- | ---------------- | ---------------- |
| 1.  | 17.11.2013 | USA F31                 | Tierra batida | Martins Podzus   | 3-6, 7-6(6), 6-3 |
| 2.  | 09.03.2014 | Kazajistán F2           | Dura (i)      | Yaraslau Shyla   | 6-4, 3-6, 6-3    |
| 3.  | 01.06.2014 | Rusia F3                | Dura (i)      | Stanislav Vovk   | 6-0, 6-4         |
| 4.  | 21.12.2014 | República Dominicana F4 | Dura          | Mitchell Krueger | 6-2, 6-4         |

#### Finalista en individuales (2)
| N.º | Fecha      | Torneo         | Superficie  | Oponente         | Resultado        |
| --- | ---------- | -------------- | ----------- | ---------------- | ---------------- |
| 1.  | 18.08.2013 | Bielorrusia F1 | Dura        | Yegor Guerásimov | 6-7(2), 6-4, 4-6 |
| 2.  | 02.11.2014 | Estonia F3     | Moqueta (i) | Dzmitry Zhyrmont | 4-6, 2-6         |

### Dobles (3)
| N.º | Fecha      | Torneo             | Superficie    | Compañero       | Oponentes                          | Resultado   |
| --- | ---------- | ------------------ | ------------- | --------------- | ---------------------------------- | ----------- |
| 1.  | 07.02.2015 | Dallas             | Dura (i)      | Denýs Molchánov | Hans Hach Verdugo Luis Patino      | 6-4, 7-6(5) |
| 2.  | 05.07.2015 | Padova             | Tierra batida | Mijaíl Yelguin  | Alessandro Giannessi Federico Gaio | 6-4, 7-6(4) |
| 3.  | 18.05.2014 | República Checa F1 | Tierra batida | Andriej Kapaś   | David Škoch Robin Stanek           | 7-5, 6-2    |

#### Finalista en dobles (2)
| N.º | Fecha      | Torneo      | Superficie    | Compañero         | Oponentes                             | Resultado        |
| --- | ---------- | ----------- | ------------- | ----------------- | ------------------------------------- | ---------------- |
| 1.  | 14.07.2013 | Bulgaria F7 | Tierra batida | Yaraslau Shyla    | Alexandar Lazov Laslo Urrutia Fuentes | 6-4, 3-6, [8-10] |
| 2.  | 01.06.2014 | Rusia F3    | Dura (i)      | Denís Matsukévich | Yegor Guerásimov Stanislav Vovk       | 6-2, 4-6, [8-10] |

## Ranking ATP al finalizar una temporada
Variaciones en el ranking ATP al finalizar la temporada.
| Año                     | 2012 | 2013 | 2014 | 2015 | 2016 | 2017 | 2018 | 2019 | 2020 | 2021 | 2022 |
| Ranking en individuales | 1446 | 808  | 517  | 173  | 156  | 39   | 68   | 23   | 8    | 5    | 8    |